# Lijst van burgemeesters van Hoedekenskerke

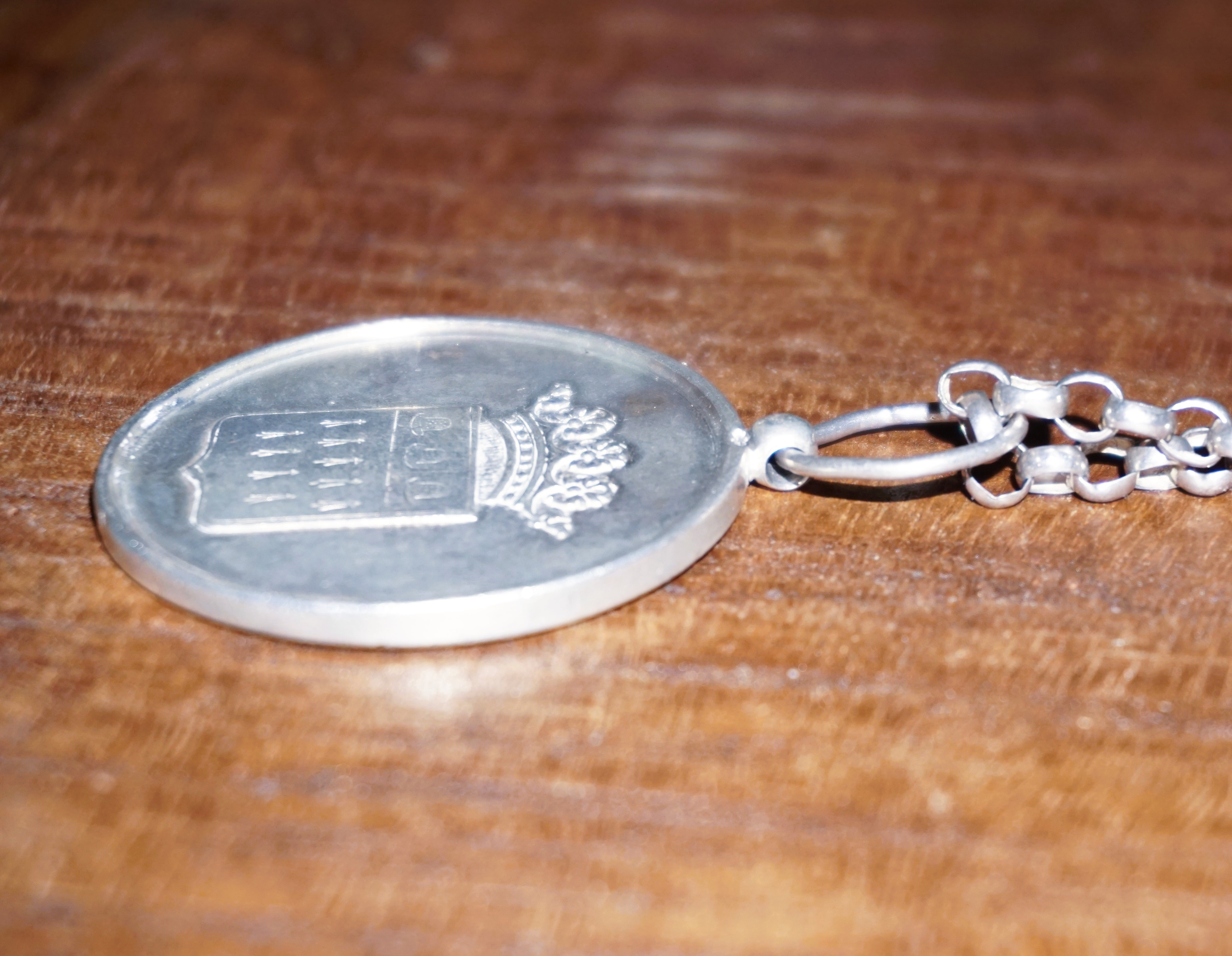
De ambtsketen van de voormalige Nederlandse gemeente Hoedekenskerke. De penning werd geslagen door Rijksmunt Utrecht in het jaar 1853. Deze werd voorzien van een eenvoudige zilveren jasseron ketting.

Dit is een lijst van burgemeesters van de voormalige Nederlandse gemeente Hoedekenskerke die per 1 januari 1970 is opgegaan in de nieuwe gemeente Borsele. Tot deze gemeente behoorde de dorpen Kwadendamme en Hoedekenskerke. 
| Ambtsperiode | Naam burgemeester         | Partij of stroming | Bijzonderheden      |
| ------------ | ------------------------- | ------------------ | ------------------- |
| 1810 - 1844  | F. Serverans              |                    |                     |
| 1844 - 1846  | B. van der Mandere        |                    |                     |
| 1847 - 1860  | P. Verschrage             |                    |                     |
| 1860 - 1869  | C. Goud                   |                    |                     |
| 1869 - 1872  | H.K. Persant Snoep        |                    |                     |
| 1872 - 1882  | Willem Lodewijk Kakebeeke |                    |                     |
| 1882 - 1896  | J. Welleman               |                    |                     |
| 1896 - 1938  | J.M. Slegt                |                    |                     |
| 1938 - 1946  | J. Ermeris                |                    |                     |
| 1946 - 1949  | Jaap (J.C.) Vogelaar      | CHU                |                     |
| 1949 - 1952  | -                         |                    | wethouder M. Steijn |
| 1952 - 1959  | mr. Henk (H.J.M.) Stieger | KVP                |                     |
| 1960 - 1970  | mr. M. Somers             | KVP                |                     |